# Juan Santiago Gordón
Juan Santiago Gordón, född 14 januari 1943, är en friidrottare från Chile. Han deltog vid olympiska sommarspelen 1968.